# Amanda Marshall

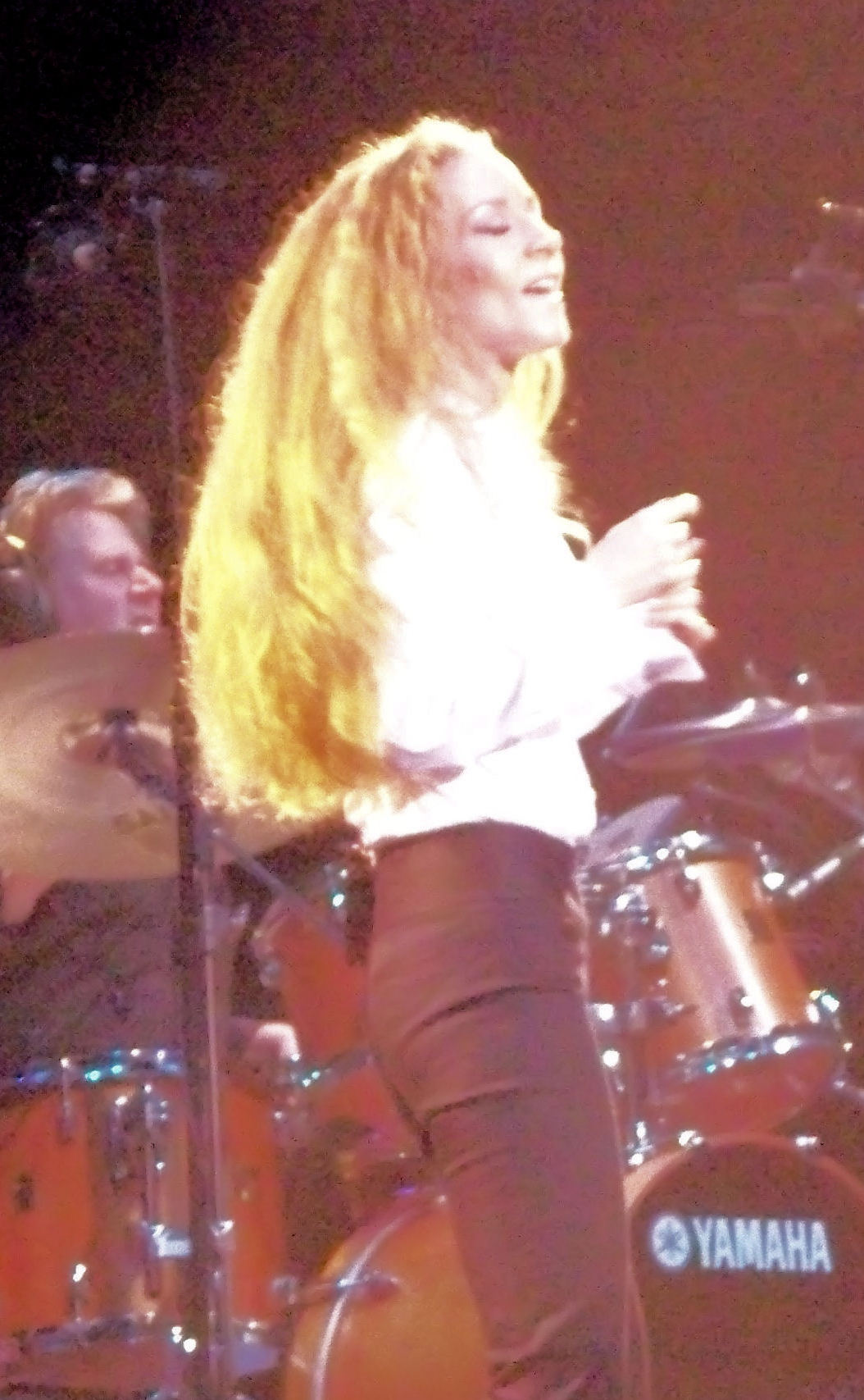
Amanda Marshall, Ontario 2007

Amanda Marshall (ur. 29 sierpnia 1972 w Toronto) – kanadyjska wokalistka popowo-rockowa.
Ukończyła Royal Conservatory of Music w Toronto w specjalnościach fortepian i śpiew klasyczny. Pomimo dużych predyspozycji do wykonywania muzyki poważnej, zdecydowała się rozpocząć karierę w muzyce rozrywkowej i popularnej. W roku 1990 została zauważona przez Jeffa Healeya, który zaprosił ją na wspólną trasę koncertową. Rok później otrzymała od wytwórni Columbia Records propozycję nagrania płyty, ale ofertę odrzuciła.
Debiutancką płytę nagrała dopiero w roku 1995 dla wytwórni Sony Records. Album Amanda Marshall zawierał kilka hitów (m.in. Let It Rain i Birmingham) i osiągnął pełny sukces na kanadyjskim rynku, gdzie otrzymał status platynowej płyty za sprzedaż w ponad milionie egzemplarzy. Druga płyta wokalistki Tuesday's Child (wydana w roku 1999) nie osiągnęła tak dużego sukcesu, jak debiutancka. Piosenka z tej płyty (Believe In You) została wykorzystana w jednym z odcinków serialu "Dotyk anioła". Kolejna płyta, wydana dwa lata później Everybody's Got A Story, zawierała materiał ukierunkowany bardziej w kierunku gatunku R&B i jest, jak do tej pory, jej ostatnim studyjnym albumem.

## Dyskografia

### Albumy
- 1995 – Amanda Marshall
- 1999 – Tuesday's Child
- 2001 – Everybody's Got A Story
- 2003 – Intermission: The Singles Collection
- 2006 – Collections (Greatest Hits)
- 2023 - Heavy Lifting

### Single
- 1995 – Let It Rain (#14 w Kanadzie)
- 1996 – Birmingham (#10 w Kanadzie)
- 1996 – Fall From Grace (#11 w Kanadzie)
- 1996 – Beautiful Goodbye (#16 w Kanadzie / #22 w Holandii)
- 1996 – Dark Horse (#12 w Kanadzie)
- 1997 – Sitting On Top Of The World (#8 w Kanadzie)
- 1997 – Trust Me (This Is Love)
- 1997 – This Could Take All Night
- 1997 – I'll Be Okay
- 1998 – Believe In You (#16 w Kanadzie)
- 1999 – Love Lift Me (#13 w Kanadzie)
- 1999 – If I Didn't Have You
- 2000 – Shades Of Gray (#34 w Kanadzie)
- 2000 – Why Don't You Love Me?
- 2001 – Everybody's Got A Story (#6 w Kanadzie)
- 2002 – Sunday Morning After (#20 w Kanadzie)
- 2002 – Double Agent
- 2003 – Marry Me
- 2003 – The Voice Inside
- 2005 – Until We Fall In
- 2023 - I Hope She Cheats
- 2023 - Dawgcatcher